# Tristán Matta
Tristán Matta Ugarte (Santiago, 1830-1913) fue un político chileno, militante del Partido Liberal.

## Familia y estudios
Hijo de José Antonio Martínez de Matta y Martínez de Matta y Mercedes Ugarte Salinas. Fue bautizado como Tristán Francisco Xavier. Tuvo otros tres hermanos.
Sus estudios los realizó en el Instituto Nacional, y posteriormente en la Facultad de Derecho de la Universidad de Chile.
Casado en primeras nupcias en Santiago, en 1867 con Camila Petrona Vial Recabarren, con quien tuvo 2 hijos, Camila Matta Vial y el historiador Enrique Matta Vial; y en segundas nupcias con María Mercedes Gatica Recabarren, con quien tuvo 1 hijo, Jorge Matta Gatica.
A lo largo de su vida, poseyó numerosos bienes raíces, tanto urbanos como rurales, en la Provincia de O'Higgins como en la Santiago. Entre ellos, la propiedad agrícola denominada "Mirador de Cerrillos", fundo que posiblemente explique que una calle de la comuna Pedro Aguirre Cerda y de San Miguel lleve su nombre.

## Carrera pública
Tras su participación en la Revolución de 1859, que intentó deponer al presidente Manuel Montt, fue desterrado al Perú ese año, y regresó a Chile en 1861. Fue regidor y funcionario de la Municipalidad de Santiago en 1865. Luego fue diputado suplente por Nacimiento para el período 1876-1879.
Posteriormente ejerció como gobernador del Departamento de Itata (Quirihue), entre 1879 y 1881; ejerció como intendente provincial de Curicó, entre 1881 y el 31 de diciembre de 1883; y de O'Higgins, en donde fue el primer intendente de la recién creada provincia, ejerciendo entre el 31 de diciembre de 1883 y el 20 de abril de 1885. 
Fue ministro del Tribunal de Cuentas —antecedente de la Contraloría General de la República—, cargo en el cual jubiló.